# Мчеделов, Вахтанг Леванович
Вахтанг Леванович Мчеделов (наст. фамилия Мчедлишвили груз. ვახტანგ ლევანის ძე მჭედლიშვილი; 6 августа 1884, Батуми — 19 мая 1924, Москва) — российский режиссёр и театральный педагог.

## Биография
Вахтанг Мчедлишвили родился 6 августа 1884 года в Батуми. С 1904 года работал в Художественном театре, первоначально в качестве помощника режиссёра, а затем режиссёром.
В 1916 году, после закрытия «Школы трёх Николаев» где Мчеделов преподавал актёрское искусство, он занялся организацией новой студии Художественного театра, назвав её Второй студией МХТ. Деньги на организацию студии Мчеделов собирал среди своих учеников и артистов театров.
В 1921 году с молодёжью из второй студии возобновил спектакль «Синяя птица» Мориса Метерлинка
Также Мчеделов ставил спектакли в Театре комедии и в театре-студии «Габима».
В 1923 году Вахтанг Леванович основал и возглавил Грузинскую театральную студию в Москве. В ней учились Г. Сулиашвили, М. Короли, Н. Годзиашвили, Г. Журули, И. М. Туманов, Ш. Асхабадзе.
Среди учеников Мчеделова Эммануил Савельевич Геллер, Алексей Денисович Дикий.
Умер в Москве 19 мая 1924 года. Похоронен на Ваганьковском кладбище.

## В литературе
- В «Повести о Сонечке» Марины Цветаевой Сонечка играет в студии Вахтанга Мчеделова и часто конфликтует с режиссёром.